# Julia Schayer
Julia Thompson von Stosch Schayer (7 de enero de 1842 - 29 de marzo de 1928) fue una escritora estadounidense, de la que destacan sus relatos breves, publicados entre las décadas de 1870 a 1890.
Publicó historias breves en publicaciones como The Atlantic Monthly, Scribner's Monthly y The Century Magazine. Sus historias en Century fueron compiladas en Tiger y Otras Historias publicadas en 1883.  Su historia en el Century de 1891La Cita del Alcaldefue adaptada a una obra por Nelson Wheatcroft y George Backus, la cual debutó en la Academia Amphion en Brooklyn en marzo de 1892.  Su Historia de Dos Vidas (publicada primero en Swinton's Story-teller en 1883) fue adaptada para un episodio de la serie de televisión Your Favorite Story en 1953.
Aunque sus escritos son poco considerados hoy en día, su historia breve Molly (la cual fue su primer éxito, publicada enScribner's Monthly en 1878) ha sido señalada con aprobación por su representación de la vida en Appalachia.

## Personal
Nació en Deering, Maine en 1842, hija de Zenas Thompson, un clérigo de Nueva Inglaterra, y Leonara Levitt. En su juventud, también fue conocida por su canto.  Schayer se casó dos veces, primero con el Conde Ferdinand von Stosch, quien murió poco después de la Guerra Civil, y con quien tuvo dos hijas.  Su hija Leonora Speyer fue una poeta (ganadora del Pulitzer Prize for Poetry en 1927) y violinista.
Su segundo marido fue George F. Schayer, con quien tuvo más hijos. Su hijo Richard Schayer fue guionista.  George Schayer fue Grabador Adjunto de Obras en Washington D. C., donde Julia hizo amistad con la autora Frances Hodgson Burnett.
Schayer falleció en Bronxville, Nueva York en 1928 y fue enterrada en el Glenwood Cemetery de Washington.